# Crybaby (canção)
"Crybaby" é uma canção gravada pela artista musical estadunidense Mariah Carey, presente em seu sétimo álbum de estúdio Rainbow. Foi lançada como o terceiro single do álbum em 18 de julho de 2000 pela Columbia Records, como um lado A duplo juntamente com "Can't Take That Away (Mariah's Theme)". Foi escrita por Carey e Snoop Dogg, e produzida por ela e Damizza. Tem a participação de Dogg na canção e contém uma amostra de "Piece of My Love", canção interpretada por Guy e escrita por Teddy Riley, Aaron Hall, Timmy Gatling e Gene Griffin. Na canção, a protagonista revela lidar com a insônia, e durante a noite, pensa em um relacionamento que teve e declara: "eu tenho de ir dormir."
"Crybaby" causou uma controvérsia pública entre Carey e sua gravadora, Sony Music Entertainment, devido à sua falta de promoção, por ser um single comercial. A canção, juntamente com o seu lado A, não foram elegíveis para entrar na Billboard Hot 100, devido às regras da parada na época do lançamento. No entanto, "Crybaby" conseguiu atingir a 28ª colocação, o primeiro single da cantora a perder as primeiras vinte posições. O vídeo musical para a canção, apresenta a cantora em seu apartamento, bebendo vinho e comendo cereal ao tentar "dormir um pouco". Snoop Dogg faz uma aparição no vídeo através de um televisor. Mariah Carey interpretou a canção durante a Rainbow World Tour, em suporte ao álbum e seus singles.

## Antecedentes e composição
"Crybaby" foi gravada durante o verão de 1999 em Capri, Itália. A canção é composta na escala de fá maior e apresenta instrumentais de guitarra e piano. A potência vocal de Carey vai da nota baixa de Mi3 até Fá#5. "Crybaby" também apresenta um verso de Snoop Dogg, e apresenta o uso pesado de vocais de fundo. A letra da canção fala sobre uma mulher que luta contra a insônia, devido a seus pensamentos em um amor passado ao longo da noite, não a deixando dormir. De acordo com Mariah, a canção também é uma mensagem pessoal, relatando a difculdade de descansar com uma agenda de trabalho cheia. Ela afirmou que através da escrita, gravação e produção de sua música, e aparições promocionais, tornou-se mais difícil para ela relaxar e dormir à noite. Em um ponto da canção, a cantora diz "Eu tenho que dormir", antes de terminar o refrão final.

## Controvérsia
Como aconteceu com o álbum Butterfly dois anos antes, Rainbow foi centro de um conflito entre Mariah Carey e sua gravadora. Depois do divórcio de Carey com o presidente dela, Tommy Mottola, a relação de trabalho da cantora com sua gravadora se deteriorou. Depois do lançamento dos dois primeiros singles de Rainbow, a cantora estava se preparando para o lançamento do terceiro, pretendendo lançar a canção "Can't Take That Away (Mariah's Theme)", que contém um conteúdo lírico pessoal. No entanto, após Carey ter planejado o lançamento, a Sony deixou claro sua preferência por canções up-beat e urbanas. Estas diferentes opniões foram levadas a público, quando a cantora começou a postar mensagens em sua página oficial na Internet entre o início e metade de 2000, revelando aos fãs informações privilegiadas sobre o escândalo, e pedindo que eles solicitassem a execução de "Can't Take That Away (Mariah's Theme)" em estações de rádio. A seguir está uma das mensagens que Carey deixou em sua página:
| “ | Basicamente, muitos de vocês sabem que a situação política na minha carreira profissional não é positiva. Tem sido muito, muito difícil. Eu nem sei se essa mensagem vai chegar até vocês porque eu não sei se eles vão querer que vocês ouçam isso. Estou recebendo muitos comentários negativos de algumas pessoas da empresa. Mas eu não estou disposta a desistir." | ” |

As ações de Carey tiveram recepções mistas, com críticos e executivos a elogiando por defender uma canção que ela sentia que deveria ser ouvida, enquanto outros a criticaram pela publicidade do escândalo. Depois, a Sony envolveu-se ainda mais, retirando qualquer mensagem da página oficial de Carey e tentando chegar a algum um acordo com ela. Temendo perder a artista de maior lucro  da gravadora, assim como a artista que mais vendeu na década, a Sony decidiu lançar a canção como um lado A com "Crybaby". A cantora, inicialmente contente com o acordo, logo descobriu que a canção seria lançada como uma versão muito limitada e de baixa promoção, não permitindo que a canção pudesse entrar na Billboard Hot 100, a parada oficial dos Estados Unidos.

## Repercussão

### Análise da crítica
As avaliações de "Crybaby" foram geralmente positivas; Danyel Smith, da Entertainment Weekly chamou a canção de "sensual". O editor da Rolling Stone, Arion Berger, também elogiou "Crybaby", especialmente a forma como os versos de Snoop Dogg são misturados com os vocais de Carey; Berger chamou as rimas de Dogg de "apropriadamente descuidados." Robert Christgau, um editor do The Village Voice, comentou que "Crybaby" não era "verdadeiramente uma canção de rhythm and blues", mas escreveu que "era boa o suficiente para fingir ser uma."

### Desempenho comercial
"Crybaby" foi lançado como o terceiro single de Rainbow em 2000, como um lado A duplo juntamente com "Can't Take That Away (Mariah's Theme)". "Can't Take That Away" foi enviada para estações de rádio mainstream, enquanto "Crybaby" foi para estações urbanas. A intenção era de que apenas "Crybaby" entraria na Billboard Hot 100. Ambas tiveram airplays muito limitados, já que as regras da revista Billboard naquele tempo permitia que somente a canção de um lado A duplo com a maior quantidade de airplays (neste caso, "Crybaby") fosse creditada, e seria elegível para entrar na Hot 100. Os singles de lado A duplos juntos foram creditados nas paradas até 1998, quando a Billboard Hot 100 passou de uma parada de singles para uma de canções, e consequentemente, cada canção foi creditada individualmente. "Crybaby" não apareceu na parada Billboard Hot 100 Airplay. A canção estreou na Hot 100, na posição vinte e oito, somente após o seu lançamento como single comercial, mas seu airplay mínimo o impediu de subir mais posições. Ele permaneceu entre as quarenta posições por duas semanas e na parada por apenas sete semanas, tornando-se o primeiro single de Carey a não alcançar as vinte primeiras posições.

## Vídeo musical

Carey em uma banheira, depois após passar por uma noite de insônia.

O vídeo musical foi dirigido por Sanaa Hamri, que também dirigiu o vídeo para "Can't Take That Away (Mariah's Theme)". Ambos foram liberados simultaneamente para programas musicais e canais para a circulação imediata. O vídeo começa com Mariah Carey deitada na cama, quando ela recebe uma mensagem de texto de Snoop Dogg, perguntando o por quê dela estar chorando, e ela responde dizendo que não consegue dormir. O vídeo avança, e parece estar amanhecendo, e Carey ainda não conseguiu dormir. Ela fica na cama com a lâmpada ligada, pensando em um amante do passado, até que ela vai para a banheira e toma um banho. Depois, ela vai para a cozinha e começa a derramar uma quantidade abundante de cereais e leite em uma tigela com uma raiva inquietante. Quando a cena termina, aparece o rosto de Dogg em um monitor pequeno, direcionando seus versos para a cantora. À medida do último refrão, ela fica novamente inquieta e joga um copo de champanhe e uma garrafa em uma grande janela, estilhaçando-o ao redor da sala. O vídeo termina com Mariah Carey deitada no sofá mais uma vez, ao tentar dormir novamente.

## Apresentações ao vivo
Carey cantou "Crybaby" ao vivo durante todos os concertos da Rainbow World Tour. Para a apresentação da canção, o palco estava armado com uma grande cama, travesseiros e edredons, bem como uma mesa pequena e adereços caseiros. Carey vestia um pijama enquanto cantava, reencenando segmentos do vídeo. Durante a apresentação de "Crybaby" no Madison Square Garden em 11 de abril de 2000, ela jogou pequenos ursos de pelúcia para a platéia, e terminou a apresentação da canção enquanto estava deitada na cama no palco. Depois do gancho da canção, o verso pré-gravado de Dogg foi executado sobre os vocais de fundo.

## Faixas e formatos
A versão física, lançada apenas nos Estados Unidos, contou com uma versão enviada para as rádios com quatro minutos e trinta e um segundos e a versão original do álbum, de cinco minutos e dezenove segundos.
| CD single - Estados Unidos |                                   |                                                                                    |                       |         |  |
| N.º                        | Título                            | Compositor(es)                                                                     | Produtor(es)          | Duração |  |
| 1.                         | "Crybaby" (Versão para as rádios) | Mariah Carey, Calvin Broadus, Teddy Riley, Aaron Hall, Timmy Gatling, Gene Griffin | Mariah Carey, Damizza | 4:31    |  |
| 2.                         | "Crybaby" (Versão do álbum)       | M. Carey]], C. Broadus, T. Riley, A. Hall, T. Gatling, G. Griffin                  | M. Carey, Damizza     | 5:19    |  |

## Créditos
Créditos adaptados do encarte do álbum Rainbow.
| - Mariah Carey – composição, co-produção, vocal - Snoop Dogg – composição, vocal - Damizza – co-produção - Teddy Riley – composição - Aaron Hall – composição - Timmy Gatling – composição - Gene Griffin – composição | - Nicki Richards – voz de fundo - Ronnie King – moog - Michael Scheshingen – mixagem - Ashburn Bernie Miller – engenheiro - Brian Nolen – edição da MIDI - Jeff Burns – assistente de engenheiro - Pete Karem – assistente de engenheiro - Bod Ludwig – masterização |

## Desempenho nas paradas de sucesso
| Tabela musical (2000)                              | Melhor posição |
| -------------------------------------------------- | -------------- |
| Canadá (RPM)                                       | 41             |
| Estados Unidos (Billboard Hot 100)                 | 28             |
| Estados Unidos (Billboard R&B/Hip-Hop Songs)       | 23             |
| Estados Unidos (Billboard Hot R&B/Hip-Hop Airplay) | 65             |